# Gens Silia
La gens Silia era una gens plebea dell'antica Roma.

## Membri della gens
- Publio Silio Nerva: pretore nel 58 a.C., propretore in Bitinia e Ponto;
- Tito Silio: ufficiale di Gaio Giulio Cesare in Gallia;
- Publio Silio, pretore nel 52 a.C. e propretore di Bitinia e Ponto nel 51 a.C.;
- Publio Silio P. f. Nerva: console del 20 a.C.;
- Publio Silio P. f. P. n.: console suffectus nel 3;
- Aulo Silio P. f. P. n.: adottato nella gens Licinia con il nome di Aulo Licinio Nerva Siliano, console del 7;
- Gaio Silio P. f. P. n.: console del 13;
- Gaio Silio C. f. P. n.: console designato per il 49 e amante di Messalina;
- Marco Silio Messalla: console suffectus nel 193;